# Estado miembro de la Unión Europea
Los Estados miembros de la Unión Europea, conocidos por los medios como los Ventisiete, son los Estados soberanos que forman dicha organización. Su número ha aumentado desde los seis Estados fundadores a los veintisiete que actualmente integran la Unión: Alemania, Austria, Bélgica, Bulgaria, Chipre, Croacia, Dinamarca, Eslovaquia, Eslovenia, España, Estonia, Finlandia, Francia, Grecia, Hungría, Irlanda, Italia, Letonia, Lituania, Luxemburgo, Malta, Países Bajos, Polonia, Portugal, República Checa, Rumania y Suecia. Este incremento se debe a que la Unión ha experimentado sucesivas ampliaciones que han extendido sus fronteras hasta abarcar en la actualidad la mayor parte del territorio continental.
Todos los Estados miembros son partes de los Tratados constitutivos, que son el Tratado de la Unión Europea (TUE) y el Tratado de Funcionamiento de la Unión Europea (TFUE). Sin embargo, estos países difieren entre sí en su historia, cultura, población, geografía, modelo político y territorial de gobierno, e incluso forma de Estado (veintiún repúblicas y seis monarquías), aunque a lo largo de la historia de la Unión Europea han demostrado estar vinculados entre sí por el compromiso político, económico, jurídico, social y cultural que deriva del proceso de integración europea, asumido por todos más recientemente en el marco de los Tratados constitutivos.
Puede formar parte de la Unión cualquier país europeo que cumpla los criterios de Copenhague que establecen la obligatoriedad de que el Estado posea un gobierno democrático y una economía mixta de libre mercado, además de reconocer los derechos y libertades de los ciudadanos, entre otros requisitos. Ahora bien, la bandera de la Unión Europea (círculo de doce estrellas amarillas sobre fondo azul) fue adoptada por la entonces Comunidad Económica Europea en 1985, y su número de estrellas ha sido y será invariablemente doce, es decir, no tiene relación con el número de Estados de la Unión.
Por otra parte, desde la firma del Tratado de Lisboa cualquier Estado miembro que lo desee puede solicitar la retirada de la UE. Es así que el gobierno del Reino Unido, tras el referéndum de 2016, realizó los preparativos para invocar el artículo 50 del Tratado de la Unión Europea con que inició formalmente el proceso para la salida del Reino Unido de la Unión Europea (Brexit) que se hizo efectiva el 1 de febrero de 2020. Sin embargo Groenlandia, como territorio, ya se había retirado de la Comunidad Europea tras un proceso desarrollado a mediados de los años 1980 al conseguir mayor autonomía de un Estado miembro (Dinamarca).
También hay una serie de países que han establecido fuertes vínculos con la Unión Europea de forma similar incluso a ciertos aspectos de la pertenencia como Estado miembro. Tal es el caso de Noruega e Islandia que se encuentran en el Espacio Económico Europeo (EEE), son parte del espacio Schengen, y participan en varios de los programas, instituciones y actividades de la UE. Algo parecido ocurre con Suiza que también pertenece al espacio Schengen. Sin embargo estos países han rechazado su adhesión en diversas votaciones.

## Historia
La historia de la membresía de la Unión Europea refiere a los procesos de adhesiones y retiradas de los diferentes Estados miembros de dicha organización, así como a la evolución de las condiciones necesarias para ambos procesos, ello teniendo en cuenta que la Unión es una entidad geopolítica —que cubre una gran parte del continente europeo— basada en numerosos tratados. Así, a lo largo de la historia la Unión ha vivido siete procesos de ampliación —ocho si se cuenta la reunificación alemana— y la salida del Reino Unido que se concretó en 2020.
Sus orígenes se remontan al periodo posterior a la Segunda Guerra Mundial, en particular la fundación en 1951 de la Comunidad Europea del Carbón y del Acero en París, tras la "declaración Schuman", y a los Tratados de Roma, el constitutivo de la Comunidad Económica Europea y el de la Comunidad Europea. En 1973, se incorporaron el Reino Unido (incluyendo Gibraltar), Irlanda y Dinamarca (incluida Groenlandia y excluidas las Islas Feroe). El proceso de ampliación continuo en 1981 cuando se incorporó Grecia, pero en 1985 se retiró Groenlandia (como consecuencia del referéndum de 1982). Sin embargo, en 1986 se incorporaron España y Portugal.
Comienza a usarse formalmente, en 1993, el término Unión Europea. Antes de esto, en 1990, la unión de la República Federal Alemana y la República Democrática Alemana (RDA) en una nueva RFA unificada constituyó una ampliación de la Unión sin que aumentara el número de Estados miembros. En 1995 se incorporaron Austria, Finlandia y Suecia. Pero la ampliación más grande se dio el 1 de mayo de 2004 cuando se incorporaron República Checa, Chipre, Eslovaquia, Eslovenia, Estonia, Hungría, Letonia, Lituania, Malta y Polonia. Ya en 2007 se incorporaron además Rumanía y Bulgaria.

## Representación

### En el Consejo Europeo y el Consejo de la Unión Europea
Cada Estado tiene representación en las instituciones de la Unión Europea. Ser un miembro de pleno derecho le da al gobierno de un Estado miembro un asiento en el Consejo de la Unión Europea y en el Consejo Europeo,  en los que cuando las decisiones no se toman por consenso los votos se ponderan en función de la población (aunque no es exactamente proporcional, ya que hay un mínimo que sirve para que los países más pequeños no pierdan representación). La Presidencia del Consejo de la Unión Europea rota cada seis meses entre cada uno de los miembros permitiendo a cada Estado ayudar a dirigir la agenda de la Unión.

### En el Parlamento Europeo
De la misma forma, a cada Estado miembro de la Unión Europea se le asignan un número de escaños en el Parlamento Europeo de acuerdo a su población.  Nuevamente los países pequeños reciben un mayor número de escaños por habitante que los grandes: esta regla de «proporcionalidad degresiva» pretende posibilitar el reflejo del pluralismo interior de los Estados pequeños, sin que por ello el Parlamento adquiera un tamaño exorbitante, algo que pasaría inevitablemente si los Estados grandes obtuvieran un número de diputados directamente proporcional.
La eurocámara cuenta con 705 eurodiputados, quienes representan de manera directa, de acuerdo con el principio de democracia representativa que ordena el método de gobierno comunitario, a los ciudadanos europeos como tales y en su conjunto, no a sus Estados de origen. Estos electores son los únicos ante quienes responden políticamente, de manera periódica cada cinco años, en las elecciones europeas.

### En otras instituciones
La Comisión Europea cuenta con 27 comisarios, uno por cada miembro, aunque estos no son nombrados por los Estados miembros sino por el Presidente de la Comisión Europea y tienen que ser aprobados por el Parlamento Europeo.

## Soberanía
Los tratados fundacionales establecen que todos los Estados miembros son soberanos y de igual valor.  Sin embargo, la Unión Europea sigue un sistema supranacional similar al federalismo en casi todas las áreas; donde los Estados delegan soberanía a cambio de representación en las instituciones europeas.
Las instituciones de la Unión Europea tienen por tanto la facultad de dictar leyes y ejecutarlas en el ámbito europeo.  Si un Estado no cumple con la ley de la Unión Europea puede ser multado o se le pueden retirar los fondos. En casos extremos, existen disposiciones para limitar el derecho a voto o suspender la pertenencia de un Estado miembro.
El estilo de integración de la Unión Europea, en contraste con el de otras organizaciones, se ha convertido en un "sistema altamente desarrollado de interferencia mutua en los asuntos internos" de cada país.  En cambio, en temas de defensa y política exterior (y antes del Tratado de Lisboa, policial y judicial), que es un área muy delicada para los gobiernos nacionales, se transfiere menos soberanía; por lo que en estos asuntos las cuestiones se tratan por cooperación y unanimidad.
La cuestión de si el Derecho comunitario es superior a la legislación nacional o no ha estado sujeta a debate. Los tratados no emiten ninguna posición al respecto, pero las sentencias judiciales han establecido la superioridad de la ley de la Unión Europea sobre la legislación de los Estados miembros y se afirma en una declaración anexa al Tratado de Lisboa.

## Territorios con estatus especial
Los territorios especiales de la Unión Europea son territorios dependientes de sus Estados que, por razones históricas, geográficas o políticas, gozan de un estatus especial dentro o fuera de la Unión. Además de los territorios dependientes, existen otros países o territorios asociados en los que tanto los ciudadanos de la Unión, como los de esos países o territorios, disfrutan de ciertas ventajas o derechos comunes. Este es el caso de los países de la AELC o los microestados europeos.
Los territorios especiales de la UE se agrupan en diferentes categorías: las regiones especiales, que forman parte de la Unión, pero que por sus características geográficas o culturales, cuentan con ciertas exenciones en la aplicación del derecho de la UE; las regiones ultraperiféricas, que por su lejanía de la Europa continental disfrutan de ciertas ventajas como una fiscalidad más baja; los territorios de ultramar, que no forman parte de la Unión, pero que pueden beneficiarse de la asociación con la UE.
En lo referente a las regiones especiales, algunos municipios tienen este estatuto por razones geográficas o históricas. Hay, ante todo, los exclaves alemán e italiano, respectivamente Büsingen am Hochrhein y Campione d'Italia, Suiza, además de la localidad italiana de Livigno que se beneficia de un estatuto extraterritorial desde el siglo XIX aunque no es un exclave. También alemana es la isla Helgoland que, aunque miembro de la UE, está excluida de la unión aduanera y no está sujeta a régimen fiscal alemán. Igualmente las ciudades autónomas de Ceuta y Melilla y las plazas de soberanía españolas en África tienen un estatuto especial respecto al IVA, la PAC y la PPC. También Åland, que se encuentran en continuidad con las zonas económicas exclusivas de Suecia y Finlandia, ambos miembros de la Unión, disfruta de una amplia autonomía. Finalmente el caso del Monte Athos en Grecia es único ya que forma parte del espacio Schengen y de la UE, solo un permiso autoriza la entrada en su territorio y además el acceso está prohibido a toda criatura femenina (excepto gallinas y gatas).
Las regiones ultraperiféricas por su parte dependen de tres Estados miembros: una de España, dos de Portugal, y seis de Francia. A España pertenecen las africanas Islas Canarias en el océano Atlántico noroccidental. De Portugal son las dos regiones autónomas de Azores y Madeira, situadas en el océano Atlántico noroccidental, lejos de las costas africanas, pero aun más lejos de las costas europeas. Y son de Francia, sus cinco departamentos de ultramar: la Guayana francesa en el noreste sudamericano; Guadalupe y Martinica en el este caribeño; Reunión y Mayotte en el sudoeste índico; y la colectividad de ultramar de San Martín en las Antillas, que no ha cambiado de estatuto a nivel comunitario desde que se separó de Guadalupe en 2007.
En cuanto a los países y territorios de ultramar (PTU), estos son las dependencias y territorios de ultramar de los Estados miembros que no forman parte de la Unión, sino que tiene un estatuto de asociados a los Estados miembros desde el Tratado de Lisboa. También hay regiones de los Estados miembros en los que toda la legislación de la UE no se aplica. Su estatuto es entonces, a veces próxima a la de los PTU, pero no tienen los fondos estructurales específicos asignados a los PTU y las regiones ultraperiféricas (RUP). Legalmente, estas regiones forma parte del territorio de la Unión Europea.
También existen territorios en la que la aplicación de los tratados europeos está suspendida. Este es el caso de los territorios antárticos reclamados por Francia, que no están reconocidos internacionalmente y que en aplicación del Tratado Antártico queda suspendida cualquier reclamación territorial y la aplicación de cualquier derecho nacional, así como Chipre del Norte, territorio ocupado por Turquía, pero reconocido internacionalmente como perteneciente a Chipre, aunque Chipre no tiene ningún control sobre ese territorio. Por lo tanto la legislación de la UE no se aplica en Chipre del Norte (no reconocida internacionalmente) aunque es parte del territorio jurídico de la Unión, y cuyos ciudadanos (que no sólo votó a favor de la adhesión de Chipre a la Unión Europea, sino también para la unificación de Chipre, a diferencia de sus vecinos del sur de la isla) son también los votantes de los representantes chipriotas en el Parlamento Europeo. Se trata como una excepción en el Tratado de adhesión de Chipre (como medida de precaución) esperando una evolución en las negociaciones entre las dos Repúblicas.

## Cláusulas de exclusión voluntaria
Una cláusula de exclusión voluntaria (en inglés: opt-out) es una excepción a la legislación de la Unión Europea, dicha cláusula puede ser invocada por cualquier Estado de la Unión. Constituye una manera de garantizar que cuando un Estado miembro no desee participar en un ámbito particular de la política comunitaria, pueda quedarse al margen e impedir un bloqueo general de dicha política en el resto de los Estados. Y es que, aunque son una minoría, ciertos Estados miembros están menos integrados en la UE que otros. En la mayoría de los casos esto se debe a que se les ha concedido una exención en un ámbito particular de la cooperación comunitaria.
Así, por ejemplo, según el Tratado de Lisboa la Carta de los Derechos Fundamentales de la Unión Europea no se aplica plenamente por el Tribunal Europeo de Justicia en Polonia, aunque aún se aplica a la esfera de la legislación de la UE. El Tratado proporciona a los países con la opción de optar por salir de determinadas políticas de la UE en el ámbito de la cooperación policial y del derecho penal. Las disposiciones del Tratado en el proyecto marco de la cumbre de junio de 2007 declaró que la división del poder entre los Estados miembros y la Unión es un proceso bidireccional. Irlanda por su parte ha optado por opciones de excepción en materia de asilo, visas e inmigración. El Tratado le da derecho de excepción en lo referente a justicia y asuntos internos.

## Retirada de un Estado miembro
La retirada de un Estado miembro de la Unión Europea (UE) es el procedimiento oficial que, en virtud del artículo 50 del Tratado de la Unión Europea (TUE), permite a un Estado miembro separarse de la Unión voluntariamente. El Tratado de Lisboa (TL) que entró en vigor el 1 de diciembre de 2009, modificó el TUE haciendo legal el procedimiento.
Algunos de los actuales Estados miembros y la Unión han cambiado o están en proceso de cambiar su situación de tal, cuando la legislación de la UE se aplica plenamente o con excepciones limitadas a tales, cuando la legislación de la UE en su mayoría no se aplica. El proceso también ocurre en la dirección opuesta. El TL facilitó el procedimiento de aplicación de estos cambios. 

## Cláusula de suspensión
El Tratado de Ámsterdam introdujo en el Tratado de la Unión Europea una cláusula, el artículo 7, que dispone que, en caso de que un Estado miembro viole de manera grave y persistente los principios de la Unión Europea (libertad, democracia, respeto de los derechos humanos y las libertades fundamentales, así como del Estado de derecho), se podrán suspender algunos de sus derechos (como por ejemplo su voto en el Consejo) pero deberá seguir cumpliendo sus obligaciones. El Tratado de Niza completó este procedimiento mediante un dispositivo preventivo, por lo que a propuesta de un tercio de los miembros de la Comisión Europea o del Parlamento, el Consejo Europeo podrá constatar que existe un riesgo claro de violación grave de los derechos fundamentales por parte de un Estado miembro y presentarle las recomendaciones apropiadas. Actualmente con los Tratados vigentes no existe ningún artículo o cláusula que permita iniciar un procedimiento para expulsar de la Unión a un Estado miembro; el artículo 50 del TUE solo prevé la salida voluntaria propia de un Estado miembro, como fue el caso del Brexit.

## Ampliación potencial de la Unión Europea
La ampliación potencial de la Unión Europea (UE) refiere a las diferentes negociaciones —en proceso o hipotéticas— que eventualmente pueden conducir a la adhesión de nuevos Estados miembros dentro de esta organización internacional. Ello teniendo en cuenta que las Comunidades Europeas, fundadas en los años 50 del siglo XX, contaban originalmente con seis Estados fundadores, por lo que, además de la ampliación de contenidos de los antiguos tratados constitutivos de dichas Comunidades, la UE es el también el resultado de las sucesivas ampliaciones con la adhesión de nuevos Estados miembros. Por eso, ha crecido hasta los 28 miembros —cifra que se ha reducido a 27 tras el Brexit—, y varios estados más han solicitado su adhesión o se espera que lo hagan en los próximos años.

## Membresía de un posible territorio secesionista de un Estado miembro
En principio la independencia no es algo contemplado en los tratados constitutivos de la Unión Europea y representantes de la Comisión Europea han afirmado que cuando una parte de un Estado miembro se independiza pero desea permanecer en la UE, esta tendría que volver a solicitar su ingreso para unirse como si se tratara de un nuevo país incorporándose desde el principio (por lo que el Estado del que proviene podría votar en contra de su adhesión). Sin embargo, otros analistas legales opinan que los Estados resultantes de la secesión o disolución de un Estado miembro podrían continuar siendo Estados miembros de la Unión Europea.
No hay precedentes de que una región que se separe de un Estado miembro existente se convierta en un Estado miembro separado de la UE, aunque algunas áreas han dejado la UE/CEE por autonomía o plena independencia sin desear volver a unirse.
Argelia es la única región o territorio de un Estado miembro existente que ha dejado la UE/CEE al convertirse en un estado independiente. Antes de 1962, era un departamento de ultramar de Francia, una región ultraperiférica en terminología CEE, y no ha intentado volver a unirse a la CEE/UE después de la independencia.
Groenlandia votó a favor de abandonar la CEE (predecesora de la UE) después de obtener una mayor autonomía de Dinamarca en 1982. Sin embargo, la similitud entre este y otros escenarios propuestos es controvertida.

## Datos comparativos entre Estados miembros
| Bandera                     | Escudo | Estado          | Población en millones | % sobre total pob. UE | Superficie en km² | Moneda        | PIB per cápita Índice UE equivale a 100 | Año de ingreso | Diputados Parlamento Europeo | Idiomas oficiales              | Capital    |
| --------------------------- | ------ | --------------- | --------------------- | --------------------- | ----------------- | ------------- | --------------------------------------- | -------------- | ---------------------------- | ------------------------------ | ---------- |
| Bandera de Alemania         |        | Alemania        | 83,1                  | 18,6                  | 357 022           | Euro          | 121                                     | 1957           | 96                           | Alemán                         | Berlín     |
| Bandera de Austria          |        | Austria         | 8,9                   | 2,0                   | 83 871            | Euro          | 124                                     | 1995           | 19                           | Alemán                         | Viena      |
| Bandera de Bélgica          |        | Bélgica         | 11,5                  | 2,6                   | 30 528            | Euro          | 117                                     | 1957           | 22                           | Neerlandés, francés y alemán   | Bruselas   |
| Bandera de Bulgaria         |        | Bulgaria        | 6,9                   | 1,6                   | 110 879           | Lev           | 55                                      | 2007           | 18                           | Búlgaro                        | Sofía      |
| Bandera de Chipre           |        | Chipre          | 0,8                   | 0,2                   | 9251              | Euro          | 87                                      | 2004           | 6                            | Griego y turco                 | Nicosia    |
| Bandera de Croacia          |        | Croacia         | 4,0                   | 0,9                   | 56 542            | Euro          | 64                                      | 2013           | 12                           | Croata                         | Zagreb     |
| Bandera de Dinamarca        |        | Dinamarca       | 5,8                   | 1,3                   | 43 094            | Corona danesa | 136                                     | 1973           | 13                           | Danés                          | Copenhague |
| Bandera de Eslovaquia       |        | Eslovaquia      | 5,4                   | 1,2                   | 49 035            | Euro          | 71                                      | 2004           | 13                           | Eslovaco                       | Bratislava |
| Bandera de Eslovenia        |        | Eslovenia       | 2,0                   | 0,5                   | 20 273            | Euro          | 89                                      | 2004           | 8                            | Esloveno                       | Liubliana  |
| Bandera de España           |        | España          | 47,3                  | 10,6                  | 505 370           | Euro          | 86                                      | 1986           | 59                           | Español                        | Madrid     |
| Bandera de Estonia          |        | Estonia         | 1,3                   | 0,3                   | 45 228            | Euro          | 86                                      | 2004           | 6                            | Estonio                        | Tallin     |
| Bandera de Finlandia        |        | Finlandia       | 5,5                   | 1,2                   | 338 145           | Euro          | 115                                     | 1995           | 13                           | Finés y sueco                  | Helsinki   |
| Bandera de Francia          |        | Francia         | 67,0                  | 15,0                  | 643 801           | Euro          | 103                                     | 1957           | 74                           | Francés                        | París      |
| Bandera de Grecia           |        | Grecia          | 10,7                  | 2,4                   | 131 957           | Euro          | 64                                      | 1981           | 22                           | Griego                         | Atenas     |
| Bandera de Hungría          |        | Hungría         | 9,7                   | 2,2                   | 93 028            | Forinto       | 74                                      | 2004           | 22                           | Húngaro                        | Budapest   |
| Bandera de Irlanda          |        | Irlanda         | 4,9                   | 1,1                   | 70 273            | Euro          | 211                                     | 1973           | 12                           | Irlandés e inglés              | Dublín     |
| Bandera de Italia           |        | Italia          | 60,2                  | 13,5                  | 301 340           | Euro          | 94                                      | 1957           | 73                           | Italiano                       | Roma       |
| Bandera de Letonia          |        | Letonia         | 1,9                   | 0,4                   | 64 589            | Euro          | 72                                      | 2004           | 9                            | Letón                          | Riga       |
| Bandera de Lituania         |        | Lituania        | 2,7                   | 0,6                   | 65 300            | Euro          | 87                                      | 2004           | 12                           | Lituano                        | Vilna      |
| Bandera de Luxemburgo       |        | Luxemburgo      | 0,6                   | 0,1                   | 2586              | Euro          | 266                                     | 1957           | 6                            | Luxemburgués, francés y alemán | Luxemburgo |
| Bandera de Malta            |        | Malta           | 0,5                   | 0,1                   | 316               | Euro          | 97                                      | 2004           | 6                            | Maltés e inglés                | La Valeta  |
| Bandera de los Países Bajos |        | Países Bajos    | 17,4                  | 3,9                   | 41 543            | Euro          | 133                                     | 1957           | 26                           | Neerlandés                     | Ámsterdam  |
| Bandera de Polonia          |        | Polonia         | 37,9                  | 8,5                   | 312 685           | Złoty         | 76                                      | 2004           | 51                           | Polaco                         | Varsovia   |
| Bandera de Portugal         |        | Portugal        | 10,2                  | 2,3                   | 92 090            | Euro          | 77                                      | 1986           | 22                           | Portugués                      | Lisboa     |
| Bandera de República Checa  |        | República Checa | 10,6                  | 2,4                   | 78 867            | Corona checa  | 94                                      | 2004           | 22                           | Checo                          | Praga      |
| Bandera de Rumania          |        | Rumania         | 19,3                  | 4,3                   | 238 391           | Leu rumano    | 72                                      | 2007           | 33                           | Rumano                         | Bucarest   |
| Bandera de Suecia           |        | Suecia          | 10,3                  | 2,3                   | 450 295           | Corona sueca  | 123                                     | 1995           | 20                           | Sueco                          | Estocolmo  |

|  |